# Lucian (cráter)

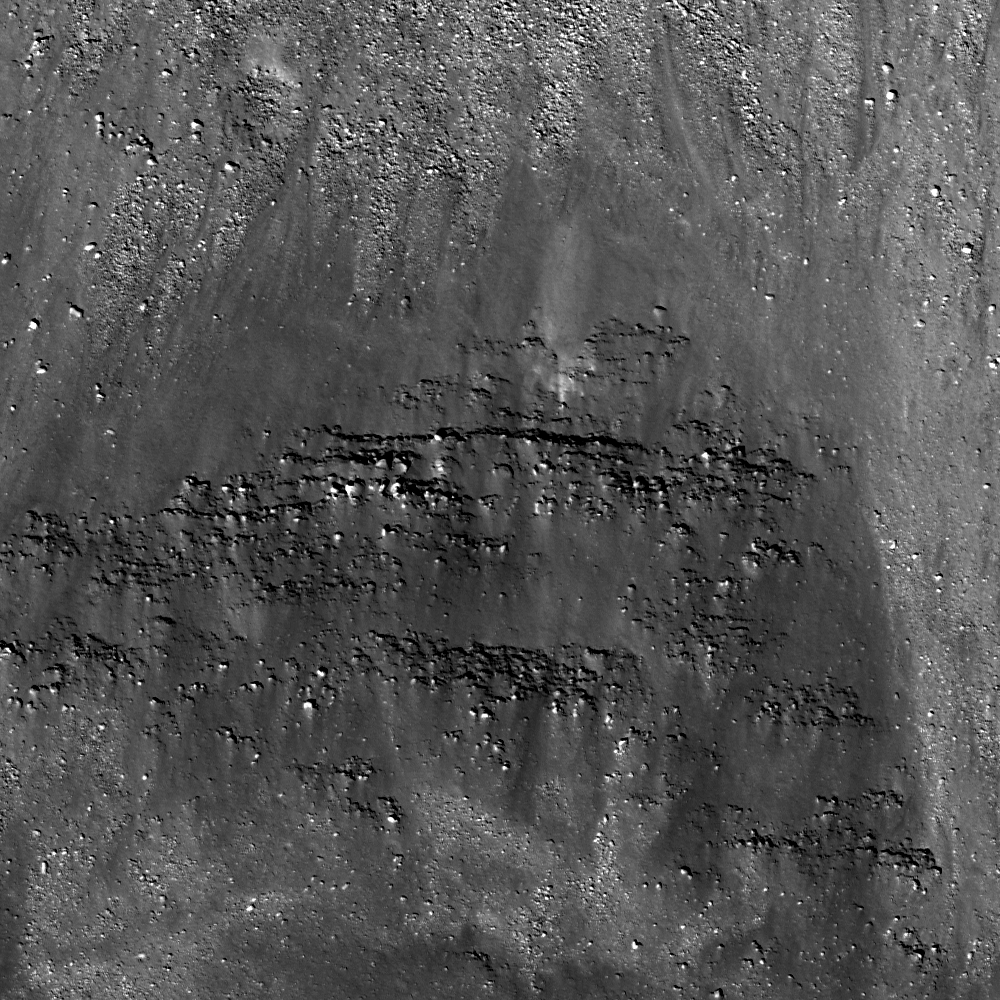
Fotografía de la misión LRO (detalle del brocal)

Lucian es un pequeño cráter de impacto lunar que se encuentra en la parte noreste del Mare Tranquillitatis, a pocos kilómetros al este del Mons Esam. Los cráteres más cercanos son Lyell al este-sureste, Theophrastus al noreste y Gardner al norte-noreste. Un poco más al norte se halla el cráter Maraldi. Lucian fue previamente designado Maraldi B antes de recibir su nombre actual por decisión de la UAI.
|  |  |

Se trata de una formación circular con forma de cono, con una mínima plataforma interior. No ha sido degradado significativamente por la erosión debida a otros impactos.